# Forget What You Know
Forget What You Know är det amerikanska poppunkbandet Midtowns tredje och sista studioalbum, utgivet 2004.

## Låtlista
1. "Armageddon" – 0:45
2. "To Our Savior" – 2:47
3. "Give It Up" – 3:39
4. "Is It Me? Is It True?" – 3:08
5. "God Is Dead" – 1:04
6. "Whole New World" – 3:38
7. "Empty Like the Ocean" – 4:27
8. "Nothing Is Ever What It Seems" – 3:37
9. "The Tragedy of the Human Condition" – 1:09
10. "Waiting for the News" – 2:59
11. "Until It Kills" – 3:51
12. "Hey Baby, Don't You Know That We're All Whores" – 2:37
13. "Help Me Sleep" – 3:04
14. "Manhattan" – 2:39
15. "So Long as We Keep Our Bodies Numb We're Safe" – 13:13

### Fotnoter
1. ↑  ”orget What You Know”. Discogs.com. http://www.discogs.com/Midtown-Living-Well-Is-The-Best-Revenge/master/348951. Läst 1 maj 2012.